# トド岩 (小樽市)
トド岩（とどいわ）は、北海道小樽市沖に位置する日本海上の岩礁である。

## 概要
小樽市祝津の高島岬の北西沖に位置する周囲400メートル、最高標高約20メートルの岩礁である。毎年冬から春にかけては野生のトドの群れが上陸し、多い時には20～50頭程のトドが見られるが、年々頭数が少なくなっている。
また、岩礁の形状そのものがトドの形に見えるともいわれている。島に通常の交通手段で訪れることはできないが、祝津パノラマ展望台から数百メートル先にトド岩を見ることができる。トド以外には、オジロワシやウミウなどの動物を見ることができる。

## 周辺の施設
- おたる水族館
- 日和山灯台